# 何家灣崖墓
何家灣崖墓位於四川省瀘州市合江縣，文物遺址年代判定為明。2012年7月16日公佈為第八批四川省文物保護單位。

## 簡介[2]
何家灣崖墓位於四川省合江縣先灘鎮寶坪寺5社，宋代墓葬，坐東北向西南。分佈在長15公尺、寬5公尺、高12公尺，距地表5公尺的崖壁上。有2座墓，面積50平方公尺。無墓道，墓門已毀，左右兩墓對稱，墓室高1.2公尺、寬1.2公尺、深3公尺。在墓門外崖壁上雕刻有6龕造像，龕高1.5-1.85公尺，寬1.2-1.4公尺。造像肩寬0.3一0.5公尺，高0.8-1.7公尺。該墓雕刻圖案精美、歷史悠久，具有一定研究價值。2007年，被合江縣人民政府公佈為縣級文物保護單位。